# Ghiacciaio Nielsen
Il ghiacciaio Nielsen è un ghiacciaio lungo circa 7 km situato sulla costa di Pennell, nella regione nord-occidentale della Dipendenza di Ross, in Antartide. In particolare, il ghiacciaio, il cui punto più alto si trova a circa 1100 m s.l.m., ha origine in una piccola vallata situata nella parte settentrionale dei monti dell'Ammiragliato e posta direttamente sulla costa, e da qui fluisce verso nord fino a entrare nella baia Relay, nella parte occidentale della baia di Robertson poco a ovest di punta Calf.

## Storia
Il ghiacciaio Nielsen è stato mappato per la prima volta nel corso della spedizione Southern Cross, nota ufficialmente come "spedizione antartica britannica 1898–1900" e comandata da Carsten Borchgrevink, e battezzato proprio da quest'ultimo in onore del professor Yngvar Nielsen, dell'Università Christiania.